# Reprezentacja Litwy w piłce wodnej mężczyzn
Reprezentacja Litwy w piłce wodnej mężczyzn – zespół, biorący udział w imieniu Litwy w meczach i sportowych imprezach międzynarodowych w piłce wodnej, powoływany przez selekcjonera, w którym mogą występować wyłącznie zawodnicy posiadający obywatelstwo litewskie. Za jej funkcjonowanie odpowiedzialny jest Litewski Związek Pływacki (LVSF), który jest członkiem Międzynarodowej Federacji Pływackiej.

## Historia
W 1993 reprezentacja Litwy rozegrała swój pierwszy oficjalny mecz w eliminacjach do Mistrzostw Europy.

## Udział w turniejach międzynarodowych

### Igrzyska olimpijskie
Reprezentacja Litwy żadnego razu nie występowała na Igrzyskach Olimpijskich.

### Mistrzostwa świata
Dotychczas reprezentacji Litwy żadnego razu nie udało się awansować do finałów MŚ.

### Puchar świata
Litwa żadnego razu nie uczestniczyła w finałach Pucharu świata.

### Mistrzostwa Europy
Litewskiej drużynie żadnego razu nie udało się zakwalifikować do finałów ME.